# Підкоришник непальський
Підкоришник непальський (Certhia nipalensis) — вид горобцеподібних птахів родини підкоришникових (Certhidae).

## Поширення
Вид поширений на півночі Індії, в Непалі, Бутані, китайській провінції Юньнань.

## Опис
Дрібний птах завдовжки 14 см, вагою 8-12 г. Голова закруглена на потилиці і витягнута в напрямку дзьоба. Шия коротка. Досить довгий і тонкий дзьоб, зігнутий донизу. Хвіст довгий, квадратний. Ноги міцні з довгими когтистими пальцями.
Верхня частина тіла коричнева з чорними, білими та бежевими цятками. Брови та горло бежеві, їх розділяє темно-коричнева маска на лиці. Груди та черево сіро-білого кольору, а задня половина тіла (кодіон, задня частина живота та стегон) вохристого кольору. Хвіст темно-коричневого кольору.

## Спосіб життя
Мешкає у помірних листяних та мішаних лісах передгір'я Гімалаїв. Трапляється поодинці або парами. Активний вдень. Живиться комахами та дрібними безхребетними, яких знаходить на стовбурах дерев, між тріщинами кори. Сезон розмноження триває у квітні-червні. Єдині дані, що стосуються розмноження цих птахів, стосуються одного спостереження за гніздом, однак дуже ймовірно, що його розмноження не відрізняється від інших видів підкоришників.